# Severino Bezerra Cabral
Severino Bezerra Cabral (Umbuzeiro, 4 de dezembro de 1897 — Campina Grande, 21 de março de 1970) foi um político brasileiro.

## Biografia
Trabalhador industrial, montou a primeira fábrica de leite pasteurizado de Campina Grande, a "Leite Celeste". Proprietário da fábrica de Tecelagem Caruá e comerciante no ramo de agência de automóvel Chevrolet, S. B. Cabral e Cia.
Presidente da Associação Comercial, deputado estadual, candidato eleito a vice-governador na chapa de João Agripino em 1965. Não pôde assumir porque não se desincompatibilizou de empresas privadas em tempo hábil.
Foi prefeito de Campina Grande de 30/11/1959 a 30/11/1963, quando construiu a Padaria Municipal, sede do Sindicato das Indústrias e o Teatro Municipal Severino Cabral.